# 원평중학교
원평중학교(垣坪中學校)는 대한민국 충청북도 청주시 서원구 분평동에 있는 공립 중학교이다.

## 학교 연혁
- 2001년 9월 1일 : 원평중학교 설립 인가 (36학급)
- 2003년 3월 4일 : 개교
- 2003년 3월 4일 : 초대 황인길 교장 부임
- 2023년 1월 5일 : 제18회 254명 졸업(졸업생 누계 5,663명)
- 2023년 3월 2일 : 입학 9학급 (남 124명, 여 128명 계 252명)
- 2023년 9월 1일 : 제10대 김정희 교장 부임

## 참고 자료
- 원평중학교 - 한국교육학술정보원 학교알리미